# Ralfsiales
A Ralfsiales a barnamoszatok (Phaeophyceae) egy kéregképző fajokból álló kládja.

## Történet
A Ralfsiát 1843-ban írta le Berkeley, típusfaja a Ralfsia deusta. Oltmanns 1922-ben az ide tartozó csoportokat az Ectocarpalesbe sorolta a Chordariales, a Punctariales, a Dictyosiphonales, a Scytothamnales, a Desmarestiales és a Sporochnales mellett.
1972-ben hozta létre Nakamura a Ralfsia alapján az izomorf haplodiplonta életciklusú lemezesen csírázó barnamoszatokra, de nem írta le latinul, így nomen nudum volt. Bár több tanulmány megkérdőjelezte érvényességét, Lim et al. önálló taxonként ismerte el 2007-ben morfológia és molekuláris adatok, például rbcL-szekvencia alapján. 1987-ben Fletcher a Scytosiphonaceaebe sorolta, miután a Stragularia nemzetségről kiderült, hogy a Scytosiphonaceae egyenes lemezű tagjai életciklusa egy szakasza, ez alapján Kawai 1992-ben valószínűsítette, hogy a Ralfsiales egyenes lemezű Scytosiphonales-fajokból fejlődött lemezredukcióval és pirenoidvesztéssel. Hivatalosan Lim és Kawai írták le 2007-ben.
Családszintű csoportosítása 1982-ben jött létre, 2007-ben Lim és Kawai, 2017-ben León-Alvarez et al., 2021-ben Parente et al. módosították. 2022-ben fedezték fel Oteng'o et al. a Sungminiaceaet.

## Morfológia
1 (Sungminiaceae, Neoralfsiaceae, Pseudoralfsiaceae) vagy több lemezes vagy csésze alakú kloroplasztisza van pirenoid nélkül, azonban egyes tanulmányok jelenlétükről számolnak be, de ezek ritkán rendelkeznek a pirenoidokhoz tartozó leírással vagy mikrográfokkal. Zoidangiuma egykamrás, és rendelkezhet parafízissel, köztes helyzetű többkamrás sporangiuma 1 (Sungminiaceae, Neoralfsiaceae), 1–2 (Pseudoralfsiaceae), 1–3 (Mesosporaceae) vagy egy vagy több (Hapalospongidiaceae, Ralfsiaceae) steril terminális sejttel rendelkező plurangium, míg egykamrás gamétangiuma unangium. Korai hajtása lemezes, sporo- vagy gametofitonja kéregképző. A Ralfsiales egyes kládjait meghatározó morfológiai jellemzők a sejt plasztiszszáma, a kéreg és a medulla elkülönülése, a plurangiumok sterilsejt-száma és az unangiumok parafízisei. Azonban az erős morfológiai jellemzők hiánya miatt nehéz a fajok helyes morfológiai azonosítása és elhelyezése a Ralfsialesben. A Sungminiaceae, a Pseudoralfsiaceae és a Ralfsiaceae unangiumainál ismert, míg a többi 3 ismert kládban nem ismert szesszilis állapot. A Ralfsiaceae és a Mesosporaceae plasztisza parietális, és van szemfoltja.
A Hapalospongidiaceae unangiumtartó fonalai 7–31, a Mesosporaceaeéi 5–12, a Neoralfsiaceaeéi 3–6, a Ralfsiaceaeéi 1–6, a Pseudoralfsiaceaeéi 1–3, a Sungminiaceaeéi 1–2 sejtűek. Hajtás körüli fonalai a Hapalospongidiaceae és a Mesosporaceae esetén kevéssé, a Sungminiaceae esetén közepesen, a Neoralfsiaceae, a Pseudoralfsiaceae és a Ralfsiaceae esetén erősen kötődnek. A Neoralfsiaceae mindig rendelkezik rizoiddal, a Pseudoralfsiaceae és a Ralfsiaceae rendelkeznek rizoidos és rizoid nélküli fajokkal is, a többi kládban sosincs rizoid. Tehát az unangiumok morfológiájuk, például fonalaik, helyzetük és parafízisük jelenléte vagy hiánya közti különbségeik révén a különböző csoportok megkülönböztetésére alkalmasak.
A Sungminiaceae hajtásai dimerek. A legtöbb kéregképző barnamoszatfaj ide tartozik.

## Életciklus
Hajtása életciklusa legalább egy részében vagy korai fejlődési szakaszaiban kérget képez. Életciklusa többnyire izomorf, ez alól a heteromorf életciklusú Heteroralfsia saxicola kivétel. Haplodiplonta.
Izogám, de képezhet zoospórákat, és szaporodhat anizogámia útján is. Hosszú elülső és rövid hátulsó ostora van.

## Genetika
Első mitokondriális genomját 2021-ben szekvenálták Starok et al. Az egyetlen ismert mitokondriális génveszteség az Analipus japonicusban történt, mely az rpl31-et vesztette el. Az A. japonicus mtDNS-e 38 173 bp hosszú, 37 fehérje-, 25 tRNS-kódoló és 4 ismeretlen funkciójú gént tartalmaz. GC-tartalma 40,76%. A Sungminia rbcL génje 9,6–13,9%-ban, COI-5P génje 30–35,4%-ban különbözik a Ralfsiales többi nemzetségéétől. A Sungminia asiatica e génjei a Sungminia gladiata fajéitól 3,0, illetve 9,3%-ban térnek el, míg a Sungminia pyriformiséitól 2,8–2,9, illetve 8,9%-ban térnek el. A S. gladiata e két génje a S. pyriformiséitól 2,2–2,4, illetve 8,8%-ban tér el.

## Filogenetika
A barnamoszatok II. kládjának tagja a Syringodermatales, a Sphacelariales, a Fucales, a Dictyotales és a Laminariales mellett.

## Taxonómia
6 kládja van, a Hapalospongidiaceae, a Mesosporaceae, a Neoralfsiaceae, a Pseudoralfsiaceae, a Ralfsiaceae és a Sungminiaceae. Korábban önállónak tekintették a Heterochordariaceaet,:958 mely ma a Ralfsiaceae szinonimája, valamint a Lithodermataceaet, mely ma a Sphacelariales tagja.
A Porterinema is a Ralfsiales tagja lehet, ez esetben McCauley és Wehr szerint a Heribaudiella és a Bodanella is tagja e kládnak.